# Przesuwka spółgłoskowa
Przesuwka spółgłoskowa – w językoznawstwie diachronicznym zespół bezpośrednio ze sobą powiązanych zmian fonetycznych dotyczących całych klas spółgłosek w danym języku. 
Wskutek przesuwki spółgłoskowej przekształceniu ulega cały system spółgłoskowy tego języka. 
Zjawisko poświadczone jest w wielu językach, np. z grupy indoeuropejskich czy w koreańskim.